# Ede Staal
Ede Ulfert Staal (* 2. August 1941 in Warffum; † 22. Juli 1986 in Delfzijl) war ein Englischlehrer und Mundartdichter und -sänger aus den Niederlanden.
Er wurde bekannt durch vornehmlich im regionalen Dialekt Gronings vorgetragene Lieder über seine Heimat des Groninger Landes und das Leben dort.
Er schrieb auch Lieder unter dem Pseudonym E. Paltrams (das holländische Wort für Schnulze, smartlap, rückwärts buchstabiert).

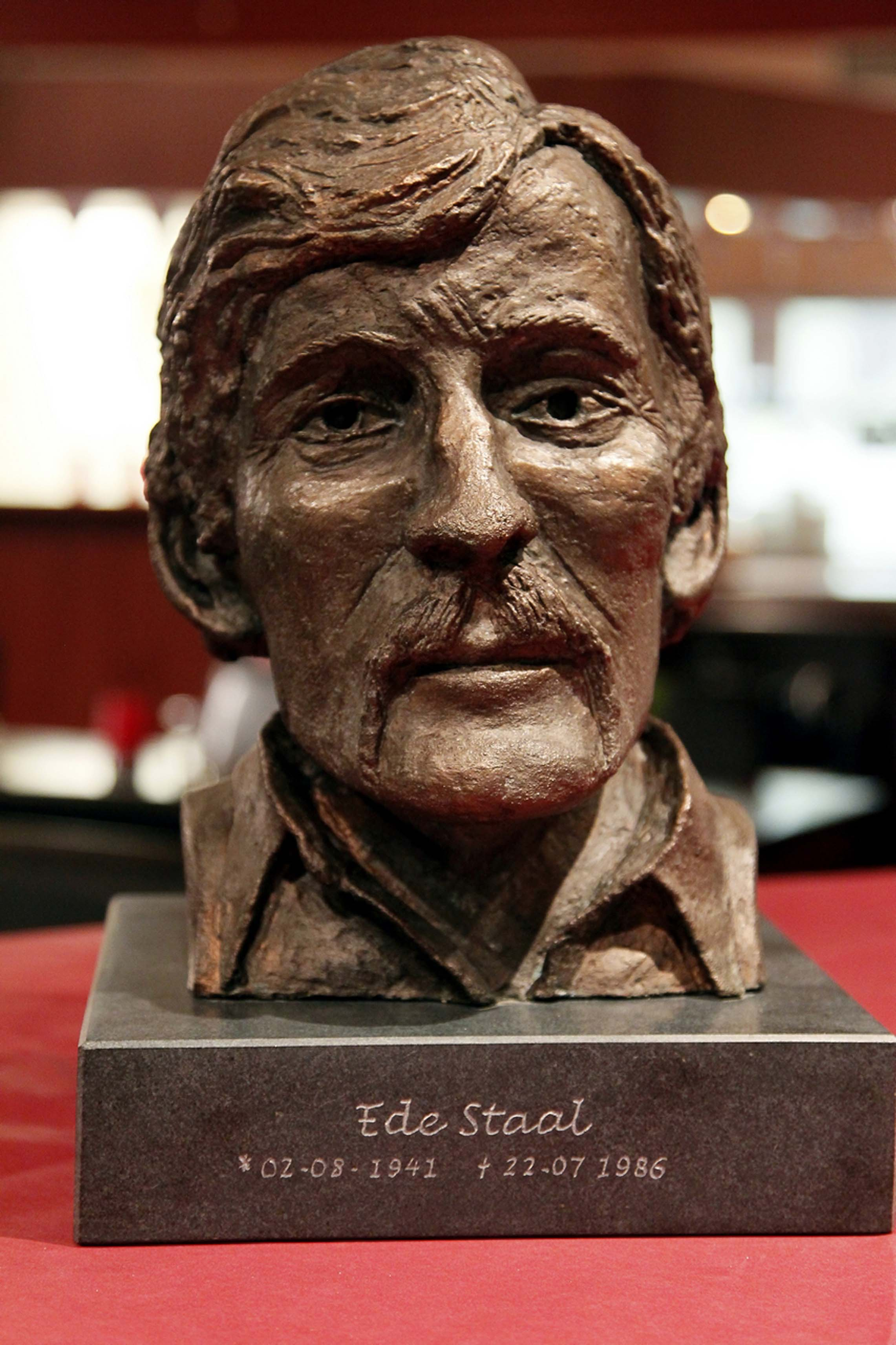
Ede Staal (Büste)

## Biografie
Ede Staal war der Sohn von Boele Staal, einem Anführer innerhalb der nationalsozialistischen Bewegung NSB, der nach Kriegsende eine langjährige Haftstrafe wegen der Ermordung eines Widerstandskämpfers verbüßen musste. Mit seiner Frau Sophia Theodora (Fieke) Spoel und seinen sechs Söhnen lebte Ede Staal auf verschiedenen Bauernhöfen des Groninger Landes.
Staal, der bereits im Jahr 1973 eine wenig erfolgreiche Single veröffentlicht hatte (I'm in the blues), wurde 1981 von Engbert Gruben, einem Mitarbeiter des Groninger Lokalsenders Radio Noord, entdeckt. 1982 wurde Staals Mien Toentje („Mein kleiner Garten“) die Erkennungsmelodie der Gartensendungen von Radio Noord.
Das Lied wurde recht populär und Ede Staal zunehmend als Volkssänger von Groningen angesehen. Es kamen viele Auftrittsanfragen, die er aber nur selten annahm. Diese wenigen Auftritte waren aber sehr erfolgreich. Am Piano und Akkordeon wurde er dabei von Henk Bemboom begleitet. 1984 veröffentlichte er „Mien Toentje“ als Single. Auf der B-Seite befand sich das Lied: Man, man, man, wat ’n boudel.
Während seiner Tätigkeit für Radio Noord lieferte Staal auch Repertoire für andere Künstler. So schrieb er unter anderem Lieder für die Askay Brothers (Johan Raspe und Rieks Folgerts), einem bekannten Groninger Mundart-Duo. Staal schrieb ihnen mit Naargens Beter as Thoes einen mehrjährigen Erfolgstitel.
Im Dezember 1984 erschien Staals erste Langspielplatte (LP). Sie enthält zwölf Lieder im Groninger Platt. Das Werk, u. a. mit dem als Radiojingle bereits bekannten Titel Mien Toentje, wurde ein großer Erfolg. Der Verkauf erreichte das Niveau eines nationalen Erfolges. Im Januar 1985 musste Staal sich zwei größeren Operationen unterziehen. Im November 1985 trat er jedoch wieder auf einem Festival in Delfzijl auf. Anfang 1986 erhielt Staal eine feste Kolumne im Programm Sloaperstil von Radio Noord. Seine vertelstertjes (übersetzt etwa „Histörchen“, „kleine Erzählungen“) wurden jeden Sonntagmorgen gesendet. Einige von ihnen erschienen auch in einer regionalsprachigen Zeitschrift (Toal en Taiken).
Ede Staal gründete zusammen mit Klaas Staal aus Veendam (nicht verwandt) das Musiklabel Mollebone Music. Der Name fußt auf dem Spitznamen der Groninger, die nach einer regionalen Pfannenspezialität auch Mollebone (Singular Molleboon) genannt werden.
Während er so immer berühmter und beliebter wurde, wurde bekannt, dass er an Lungenkrebs erkrankt war. Am 22. Juli 1986 ist er nach seiner kurzen, aber erfolgreichen künstlerischen Karriere 44-jährig auf seinem Bauernhof am Farmsumerweg bei Delfzijl gestorben. Dort wurde er auch beerdigt.

## Nach seinem Tod
Anfang Oktober 1986 erschien posthum seine zweite LP As vaaier woorden. Sie wurde ebenso wie die erste Platte ein großer Erfolg. Die letzten Monate seines Lebens widmete er diesem Werk. Bei der Überreichung der ersten Platte an seine Frau Fieke wurde auch ein Preis in Höhe von 5000 Gulden (2270 Euro) ausgelobt, der alle zwei Jahre an Personen vergeben wird, die sich im Radio um die Region Groningen verdient gemacht haben (jedoch nicht beruflich mit dem Radio, regionaler Entwicklung und Brauchtumspflege zu tun haben). Ede Staal erhielt posthum seinerseits auch einen Kulturpreis für seine Verdienste um die Heimat Groningens, den K. ter Laan Prijs.
Die poetischen Songs, in seiner melancholischer Art vorgetragen, umfassen Alltagsbeobachtungen, verbunden mit humorvollen wie auch ernsthaften Gedanken.
Staal war zu Lebzeiten bereits eine, nicht nur lokale, Berühmtheit. Dies verstärkte sich noch nach seinem Ableben. Von seinen CDs und Songs sind mehrere hunderttausend Exemplare verkauft wurden. Seine Songs im Groninger Platt werden oft in regionalen Radiosendungen gespielt.
Internationaler wurde Ede Staal bekannt durch seine Musikbeiträge in dem Film Die polnische Braut (De Poolse bruid, NL 1998).
Am 6. November 1996 strahlte der Sender RVU eine Dokumentation (Regie: David Blitz) aus mit den Namen „Ede Staal“, Een portret van de Groningse volkszanger Ede Staal.
Am 22. Juni 2011, 25 Jahre nach seinem Tod, sendete Radio Noord ein halbstündiges Special über Ede Staal. Zeitgleich wurde im Gebäude des Senders in Gegenwart seiner Familie eine Büste des Künstlers enthüllt.
In Nieuwe Statenzijl, einem kleinen Weiler 25 Kilometer südwestlich von Delfzijl, wo Staal eine Zeitlang lebte, gibt es an der Schleuse eine Tafel mit dem Text seines Liedes über diesen Ort.
Der Schauspieler Marcel Hensema verwandte einige Stücke Staals in seiner One-Man-Show Mijn Ede, die 2013 bis 2014 lief.

## Denkmal

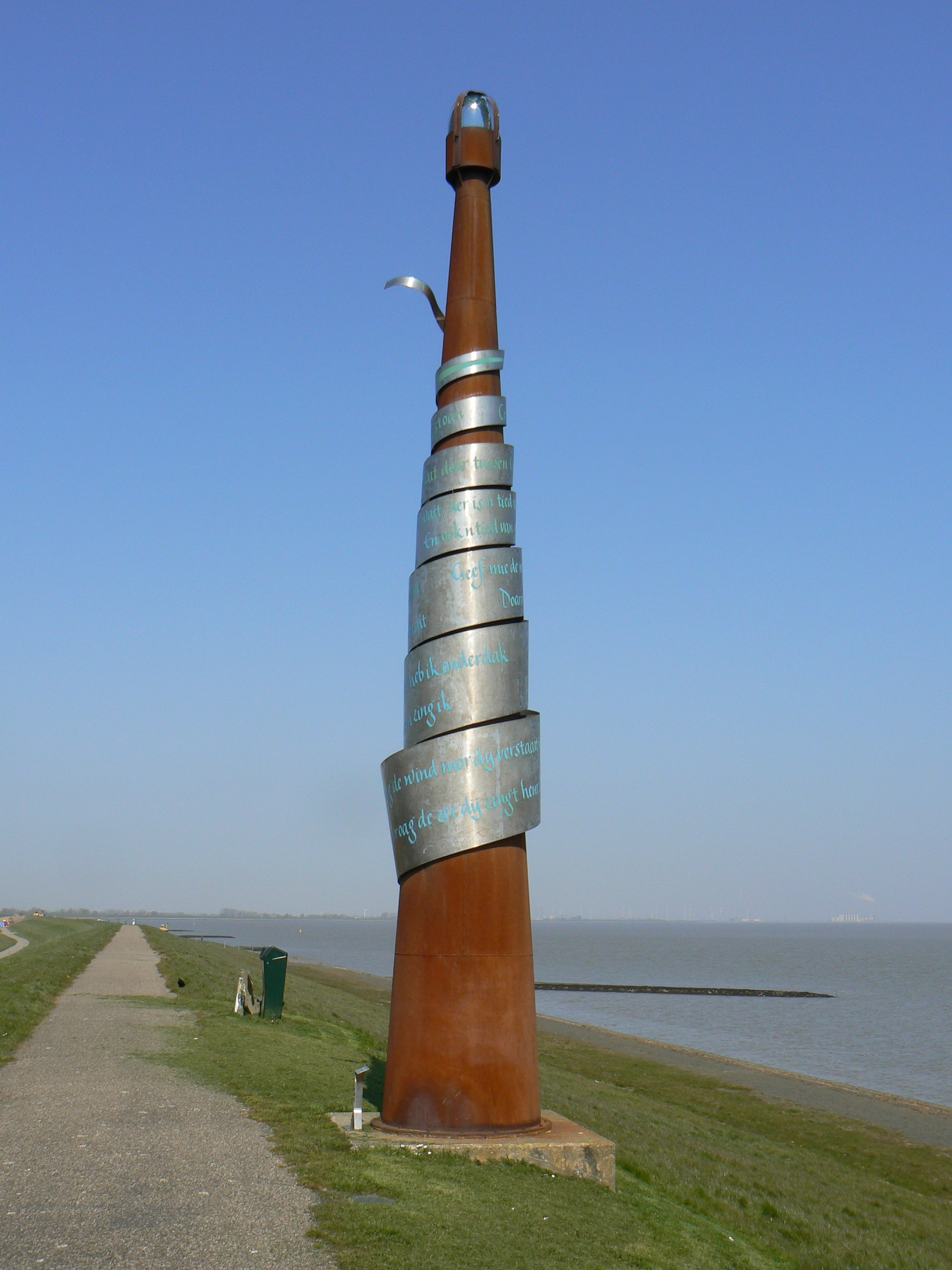
Stele zu Ehren Ede Staal am Deich von Delfzijl

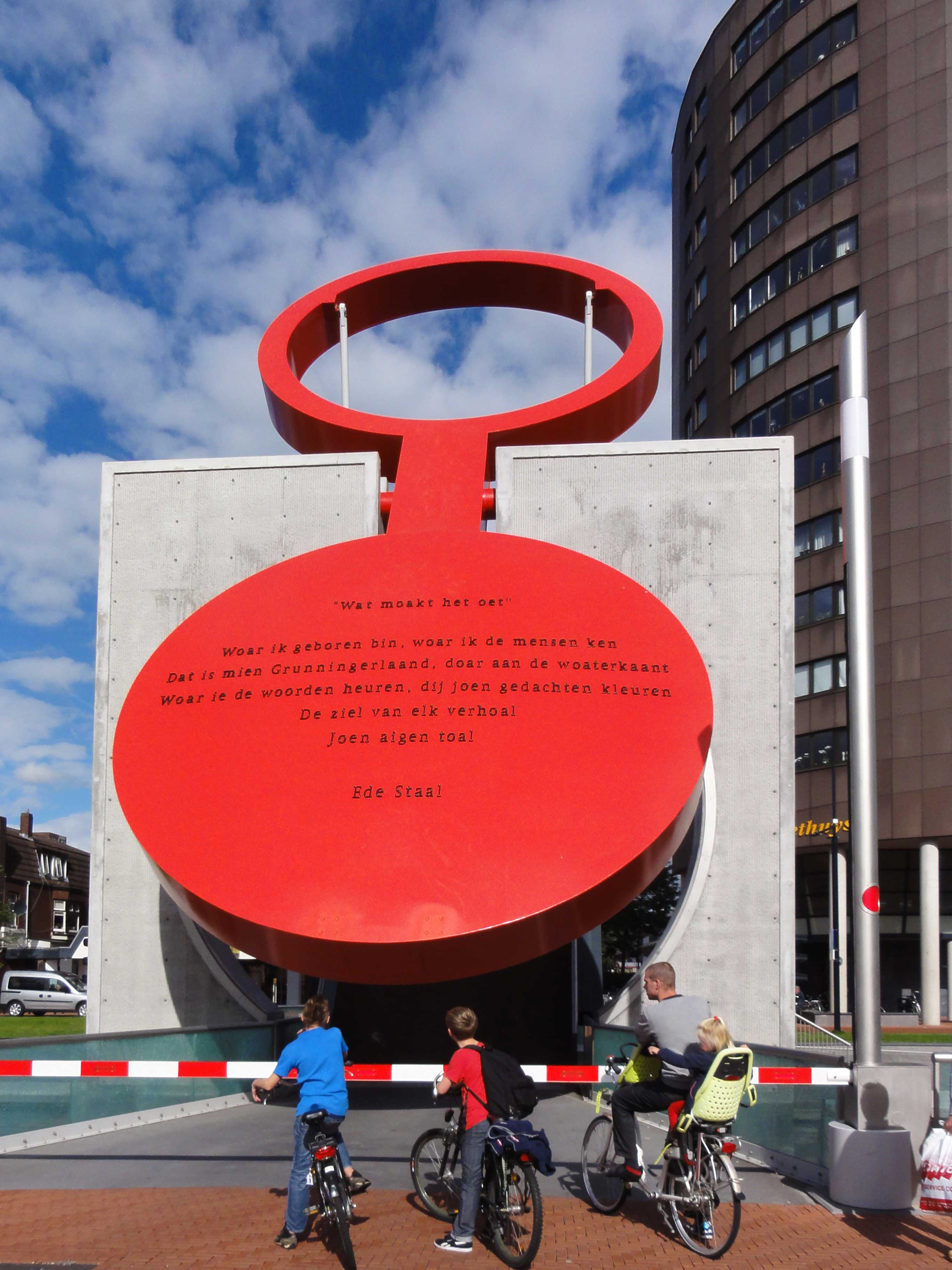
Eurobrug in Stadskanaal

2001 wurde in Delfzijl, zentrumsnah an der Bucht von Watum (gehört zur Emsmündung) auf dem Deich eine Stele für Ede Staal enthüllt. Es ist ein Werk des niederländischen Künstlers Chris Verbeek, eine neun Meter hohe, kegelförmige, Stahlsäule, umwickelt mit einem Edelstahlband, auf dem die ersten beiden Strophen von Staals Lied Credo – Mien bestoan eingraviert ist.
Beginn des Schriftbandes von unten:
Ik vroag de wind moar dij verstaait mie nait
Ik vroag de zee dij zingt heur aigen laid
Geef mie de nacht din heb ik onderdak
Doarom, doarom zing ik.
Ik wait, der is n tied van komen,
En ook n tied van goan,
En alles wat doar tussen ligt,
Ja, dat is mien bestoan.
(Übersetzung: Ich frage den Wind, aber der versteht mich nicht / Ich frage das Meer, das sein eigenes Lied singt / Gib mir die Nacht, dann habe ich Geborgenheit / Darum, darum singe ich // Ich weiß, es gibt eine Zeit des Kommens / Und auch eine Zeit des Gehens / Und alles was dazwischen liegt / Ja, das meine Existenz.)
In Stadskanaal, einer Gemeinde südlich von Delfzijl, wurde 2012 eine Fußgänger- und Radfahrbrücke eingeweiht. Auf dem schwenkbaren Gegengewicht und gleichzeitige Durchgangssperre der kleinen Klappbrücke ist die erste Zeile des Gedichtes Wat moakt het oet zu lesen.
Woar ik geboren bin, woar ik de mensen ken
Dat is mien Grunneger laand, doar aan de woaterkaant
Woar ie de woorden heuren, dij joen gedachten kleuren
De ziel van elk verhoal
Joen aigen toal
(Übersetzung: Wo ich geboren bin, wo ich die Menschen kenne / Das ist mein Groninger Land, dort an der Waterkant / Wo ich die Worte höre, die die Gedanken färben / die Seele einer jeden Geschichte [im Sinne von Historie] / ihre eigene Sprache)

## Diskografie

### Alben
- 1984: Mien Toentje
- 1986: As vaaier woorden
- 1993: Zuzooien op zundagmörn
- 1996; Hear my song – as 't boeten störmt
- 2005: Doarom zing ik
- 2015: Mien Grunningerlaand

### Singles
- 1973: I'm in the blues
- 1983: Mien Toentje
- 1984: Het het nog nooit zo donker west
- 1997: Zalstoe aaltied bie mie blieven
- 2005: I'm in the blues

### DVD-Veröffentlichungen
- 2004 Ede Staal
- 2005 Live 2005
- 2011 Credo – zien bestoan
- 2012 Ede Staal 2012 (von David Blitz)